# 1851 Lacroute
1851 Lacroute eller 1950 VA är en asteroid i huvudbältet som upptäcktes den 9 november 1950 av den franske astronomen Louis Boyer vid Algerobservatoriet. Den har fått sitt namn efter den franska astronomen Pierre Lacroute.
Asteroiden har en diameter på ungefär 18 kilometer och den tillhör asteroidgruppen Themis.